# Setipinna phasa
Setipinna phasa is een straalvinnige vis uit de familie van de ansjovissen (Engraulidae) en behoort derhalve tot de orde van haringachtigen (Clupeiformes). De vis kan een lengte bereiken van 40 cm.

## Leefomgeving
De soort komt voor in zoet en brak water. De vis prefereert een subtropisch klimaat. Het verspreidingsgebied beperkt zich tot Azië.

## Relatie tot de mens
Setipinna phasa is voor de visserij van beperkt commercieel belang. In de hengelsport wordt er weinig op de vis gejaagd.